# Xerophyta demeesmaekeriana
Xerophyta demeesmaekeriana là một loài thực vật có hoa trong họ Velloziaceae. Loài này được P.A.Duvign. & Dewit miêu tả khoa học đầu tiên năm 1963.